# Гурхана
Гурхана — один из типичных образцов среднеазиатской архитектуры, небольшая сводчатая усыпальница или надгробие, перекрытое куполом. В мусульманских мавзолеях народов Центральной Азии гурхана выполняла роль погребальной камеры. Для создания общего впечатления лёгкости и красоты обычно верхняя часть купола, стен и ниш гурханы декорировалась маленькими сталактитами. Внутренняя отделка включала в себя панельное покрытие стен, которое украшалось ажурными узорами и росписями